# Paolo Andreani
(Cesare Cantù, Grande illustrazione del Lombardo Veneto, Corona e Caimi Editori, Milano 1858 (2° ed), p. 517.)
Paolo Andreani (Milano, 27 maggio 1763 – Nizza, 11 maggio 1823) è stato un viaggiatore e nobile italiano.
Paolo Andreani viene ricordato per essere stato il primo ad effettuare un volo in mongolfiera in Italia, dopo la celebre impresa compiuta dai fratelli Montgolfier in Francia.

## Biografia

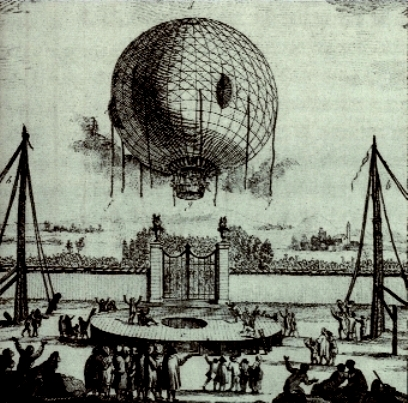
Incisione del 1784 raffigurante il volo di Paolo Andreani

### Famiglia
Il conte Paolo Andreani nacque a Milano il 27 maggio del 1763 da Giovanni Pietro Paolo Andreani (1705-1772) e da Clementina Sormani (1733-1763), ultimogenito della nidiata: infatti, dopo un figlio morto a vent'anni, seguirono prima due figlie femmine, poi Gian Mario Andreani (1760-1830), ed infine Paolo. Gian Mario ebbe per il fratello sempre un affetto paterno: Paolo e Gian Mario rimasero orfani di padre in tenera età (a 9 anni Paolo, 12 Gian Mario) e furono posti sotto l'affidamento di un tutore. Personaggio complesso e irrequieto, spaziò i suoi interessi dalla poesia (a 15 anni fu membro dell'Accademia letteraria dell'Arcadia) a quelli scientifici. Presto prevalsero questi ultimi sui primi, e l'intraprendente giovine iniziò a fare i suoi sperimenti nella Villa Sormani di Moncucco, oggi frazione di Brugherio, comprata nel 1779 dal fratello Gian Mario come villa di residenza estiva.

### Il volo in mongolfiera

#### I fratelli Gerli e la loro improvvisa defezione
Rimasto colpito dall'impresa dei fratelli Montgolfier, Paolo Andreani si propose anch'egli di ripetere l'esperimento sul suolo italiano. Avvalendosi della collaborazione dei fratelli Gerli, abili costruttori ed ingegneri, il ventenne Paolo Andreani tentò un primo volo nell'appena acquistata Villa di Moncucco il 25 febbraio del 1784, elevandosi dal suolo per qualche decina di metri. La mongolfiera realizzata dai fratelli Gerli fu progettata nei minimi dettagli:
(Agostino Gerli, Relazione della macchina aerostatica contenente uomini fatta innalzare per la prima volta in Italia nel giardino della Villa Andreani in Moncucco, in Opuscoli di Agostino Gerli, Stamperia Reale, Parma 1784.)
Visto il buon esito dell'esperimento, l'Andreani annunciò pubblicamente che avrebbe effettuato un esperimento pubblico nella sua residenza estiva di Moncucco, in data 13 marzo. L'Andreani approfittò della presenza in città dell'imperatore Giuseppe II, che ricevette l'invito da parte del giovane nobiluomo. L'imperatore, però, preferì declinare l'invito, ritenendo che fosse sconveniente per un monarca assistere al suicidio di un proprio suddito; per ciò, a detta di Pietro Verri, incaricò il Conte di Wilzeck di corrompere i fratelli Gerli con una forte somma di denaro, perché non aiutassero l'imprudente conte nel volo.

#### Il volo del 13 marzo e la reazione degli spettatori
L'improvvisa defezione non scoraggiò Paolo, tanto che decise di sostituire i due ingegneri con due contadini brugheresi, Giuseppe Rossi e Gaetano Barzago, fatti ubriacare per superare il terrore di ascendere al cielo. Davanti ad una folla eterogenea (da gente del luogo ad aristocratici curiosi; da intellettuali del calibro di Pietro Verri al parroco e memorialista di Brugherio, Don Paolo Antonio De Petro), il conte Andreani ascese a quota 1537 metri d'altezza, percorrendo ben otto chilometri fino alla Cascina Seregna di Caponago. Il poco più che ventenne conte ottenne un trionfo degno di un eroe: il 28 marzo fu oggetto di una standing ovation al Teatro alla Scala di Milano, mentre poeti e cronachisti vari inneggiarono alla sua prodezza: Giuseppe Parini gli dedicò i due sonetti Per la salita fatta fin oltre le nubi col globo di Mongolfier eper felice ritorno dell'intrepidissimo signor Don Paolo Andreani nobile milanese e Per la macchina aerostatica, mentre il canonico e scienziato Carlo Castelli ricordò così quel fausto giorno:
(Carlo Castelli, Il viaggio aereo dell'illustre Cavaliere Milanese Don Paolo Andreani esposto dal Canonico Carlo Castelli in una lettera diretta al Sig. Faujas de Saint Fod celebre istorico delle esperienze ariostatiche, in P. Magionami, Quei temerari sulle macchine volanti. Piccola storia del volo e dei suoi avventurosi interpreti, Spinger Science & Business Media, 2010, p. 92.)

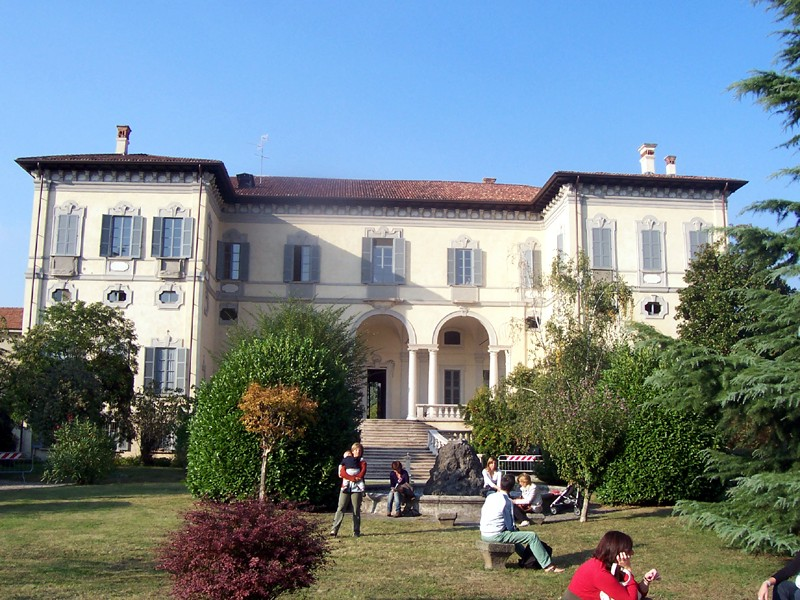
Villa Sormani-Andreani, Moncucco, frazione di Brugherio. Benché sia stato profondamente ridimensionato per l'espansione edilizia in seguito al boom economico, è da questo giardino che Paolo Andreani effettuò il volo in mongolfiera nel 1784.

Con tono altrettanto aulico, il Parroco Don Antonio De Petro (1778-1819) rimarcava non soltanto la grandiosità dell'evento, ma anche la magnificenza del banchetto preparato da Gian Mario Andreani per gli ospiti accorsi per vedere la prodezza del fratello:
(Don Antonio De Petro, Dalla trascrizione anonima di un manoscritto del Parroco Don Paolo Antonio De Petri del 1794, conservato presso l'Archivio Parrocchiale di S.Bartolomeo a Brugherio)

### L'esploratore (1785-1815)
Invitato a Parigi dall'Accademia Reale della città, "l'aeronauta di Moncucco" decise, improvvisamente, di smettere di dedicarsi all'aerostatica per avventurarsi in una serie di attività esplorative. Nel 1784, accolta la proposta da parte degli scienziati francesi di condurre una spedizione scientifica in Scozia insieme a Barthélemy Faujas de Saint-Fod, cinque anni dopo decise di avventurarsi nel continente americano, con l'intento di studiare gli usi e costumi dei nativi americani e l'organizzazione sociopolitica della neonata repubblica degli Stati Uniti (1789-1793). Qui realizzò (a piedi e in canoa) un avventuroso tour dei Grandi Laghi, ai confini tra le due nazioni, percorrendo quasi 5000 chilometri. Nel corso di esso visitò e studiò sei popoli nativi americani ("indiani") stanziati nella grande regione. Il frutto di tali relazioni consisteranno in vari resoconti di viaggio, arricchiti da numerose osservazioni di carattere storico, sociale, geografico, geologico ed etnografico di grande importanza.

### L'esilio e la morte (1815-1823)
Ormai cinquantenne, Paolo decise di abbandonare la sua vita raminga per ritrovare quiete nella sua patria lombarda. Partito dagli Stati Uniti, tra il 1810 e il 1812 attraversa i Caraibi per poi dirigersi nel Vecchio Continente. Il ritorno in patria, da lui desiderato per l'avanzare della malattia che lo porterà a perdere l'uso delle gambe, gli fu impedito da una serie di fattori: i numerosi creditori che attendevano da Paolo il rimborso dei prestiti da loro concessi e i sospetti degli austriaci nei suoi confronti, per via delle simpatie verso gli ideali illuministi e gli Stati Uniti. Morì a Nizza (dove si era trasferito nel 1817), l'11 maggio 1823, ormai totalmente inabile e in condizioni indigenti.

### Il legame tra Brugherio e Paolo Andreani
La città di Brugherio ha da sempre dimostrato ammirazione nei confronti della figura di Paolo Andreani e del suo volo in mongolfiera. Nel 1984, per commemorare il bicentenario dell'ascesa in mongolfiera, la cultrice della memoria brugherese e prima bibliotecaria Tina Magni ha scritto un libro per rievocare la figura dell'Andreani. Sempre in tale occasione, l'allora ministro della difesa Giovanni Spadolini presenziò all'ascensione della mongolfiera. Nel 2005 le associazioni "Lion's Club" e i "Tre Re" si sono fatte promotrici della ristampa del libro della signora Magni. A partire dal 2011, l'associazione "Compagnia della Mongolfiera" si propone "di valorizzare un evento storico e unico come il primo volo in Italia di una mongolfiera con persone a bordo, nel lontano 1784, frutto di una visione illuminista lombarda del conte Paolo Andreani". Ogni 13 marzo, pertanto, si commemora l'anniversario del primo volo in mongolfiera con persone a bordo.

### Dell'autore
- Paolo Andreani, Diario di viaggio di un gentiluomo milanese: Parigi – Londra 1784, a cura di Domenico Porzio, Milano, Il Viale, 1975  [1784], SBN SBL0582659.
- Paolo Andreani, Giornale di Viaggio. Un gentiluomo milanese sulle Alpi, a cura di Emilio Fortunato, Torino, CDA&Vivalda, 2003, ISBN 88-7480-009-6.
- Paolo Andreani, Viaggio in Nord America: Nuova Scozia, New Orleans, Washington, Baltimora, Filadelfia, 1790 e 1806-1812, a cura di Emilio Fortunato, Milano, Scheiwiller, 1994.
- Paolo Andreani, In tour aspettando Goethe: la Sicilia nei resoconti di viaggio di Paolo Andreani (1786), a cura di Emilio Fortunato, Milano, Viennepierre, 2004, ISBN 88-86414-97-8.
- (EN) Paolo Andreani, Along the Hudson and Mohawk: the 1790 journey of Count Paolo Andreani, a cura di Cesare Marino - Karim M. Tiro - Roy A. Wright, Philadelphia, University of Pennsylvania Press, 2006, OCLC 634790296.

### Studi vari
- Giovan Battista di Crollalanza, Dizionario storico-blasonico delle famiglie nobili e notabili italiane estinte e fiorenti, Bologna, Forni, 1965  [1886], SBN MIL0090372.
- Giuseppe Dicorato, Paolo Andreani aeronauta, esploratore, scienziato nella Milano dei Lumi (1763 - 1823), Milano, Ares, 2000, ISBN 88-8155-202-7.
- Agostino Gerli, Relazione della macchina aerostatica contenente uomini fatta innalzare per la prima volta in Italia nel giardino della Villa Andreani in Moncucco, in Opuscoli di Agostino Gerli, Parma 1784., in Opuscoli, Parma, Stamperia Reale, 1785, SBN TO0E038854.
- Paolo Magionami, Quei temerari sulle macchine volanti. Piccola storia del volo e dei suoi avventurosi interpreti, Milano, Spinger Science & Business Media, 2010, SBN LO11311254. URL consultato il 26 settembre 2018.
- Tina Magni, Paolo Andreani primo aeronauta italiano: Brugherio 1784-1984: rievocazione storica del primo volo umano in Italia, Brugherio, Grafica Rocca, 1984, SBN LO11345421.
- Giuseppe Gabriele Sardi, Scritti di viaggio di Paolo Andreani: osservazioni e percorsi di un Conte irrequieto, Brugherio, Comune di Brugherio, 2017., libro ricavato dalla tesi di laurea omonima del 2013-2014
- Giuseppe Gabriele Sardi, Giuseppe Parini e “La macchina aereostatica” in onore di Paolo Andreani: tesi di laurea: anno accademico 2020-2021, Bergamo, 2021.
- Letizia Vergnano, ANDREANI, Paolo, in Dizionario biografico degli italiani, vol. 3, Roma, Istituto dell'Enciclopedia Italiana, 1961. URL consultato il 26 settembre 2018.
- Tribuzio Zotti Luciana, Brugherio nei documenti, Brugherio, Circolo Paolo Grassi, 1986, SBN MIL0511906.